# Conférences sanitaires internationales
Les Conférences sanitaires internationales sont une série de 14 congrès internationaux organisés entre 1851 et 1938.
La première Conférence est organisée par le gouvernement français, à Paris, avec pour principal objectif d'homologuer les règlements internationaux des quarantaines contre la propagation du choléra, la peste et la fièvre jaune. Ces réunions ont joué un rôle important dans la formation de l'Organisation mondiale de la Santé, en 1948.

## Contexte et précédents
À la fin des années 1820, l'avènement de la deuxième pandémie de choléra pousse les gouvernements européens à créer des missions médicales pour enquêter sur ses causes. En juin 1831, l'Académie royale de médecine de Paris envoie Auguste Gérardin et Paul Gaimard en Russie, pays par où l'épidémie était arrivée en Europe, en Prusse et en Autriche.

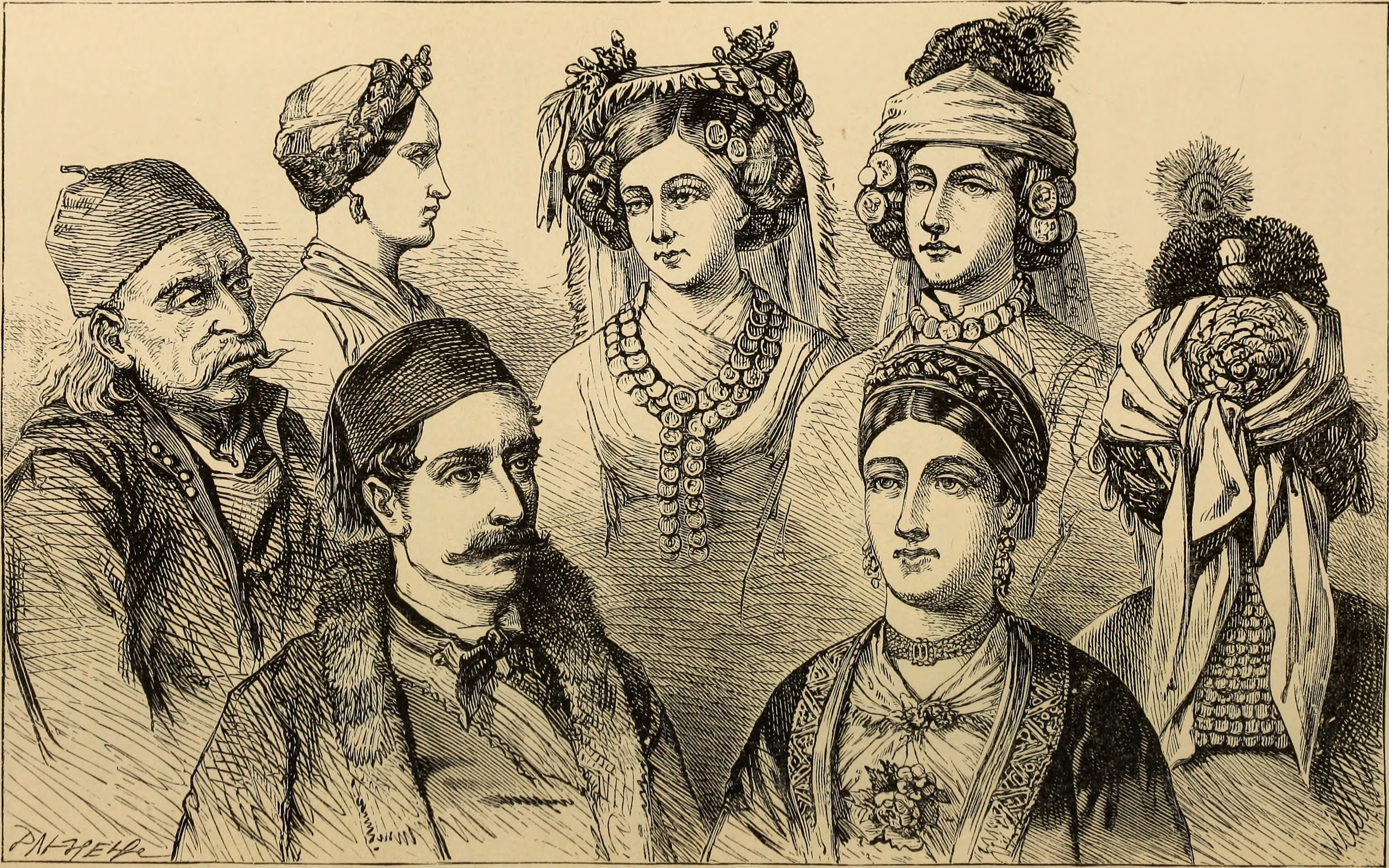
Illustration de Travels in the Slavonic provinces of Turkey-in-Europe (Londres, 1866).

Ceci conduit à des organisations sanitaires balkaniques (lazarets, cordons sanitaires) des nouveaux états de la région.
Plus tard, le ministre français du Commerce nomme Pierre de Ségur-Dupeyron secrétaire du Conseil supérieur de la santé et le charge de la rédaction d'un rapport sur la réglementation sanitaire des pays méditerranéens. Cette étude de 1834 témoigne des différents procédés de quarantaine établis dans la région et propose de convoquer une conférence internationale où ces mesures puissent être normalisées.
Parallèlement l'Empire ottoman sollicite l'aide des européens afin d'adopter le même système de protection.

## Première et deuxième conférences
La première conférence sanitaire internationale se tient à Paris le 23 juillet 1851 avec la participation de douze pays : l'Autriche, la Russie, la Grande-Bretagne, la Grèce, le Portugal, l'Espagne, la France, la Turquie, et les quatre états italiens qui sont les États pontificaux, le royaume de Sardaigne, la Toscane et le royaume des Deux-Siciles. Chaque nation est représentée par un médecin et un diplomate. À l'exception de la Turquie, tous les états sont européens, les états allemands n'étant pas représentés.
Cet évènement historique a lieu l'année même de la première exposition internationale, celle de Londres, dans un climat d'échanges commerciaux internationaux en plein développement.
À la fin de la session, qui dura six mois, sur les douze participants, trois (France, Portugal et Sardaigne) s'accordent sur un projet de convention sanitaire ainsi que d'un règlement sanitaire international annexe, composé de 137 articles. Ce document est ratifié quelques années plus tard, lors de la deuxième Conférence sanitaire internationale, en avril 1859.

## Liste des conférences
| #  | Ville          | Année     | Notes et thème principal |
| -- | -------------- | --------- | --- |
| 1  | Paris          | 1851      | Première conférence et adoption d'un premier projet. Choléra. |
| 2  | Paris          | 1859      | Choléra. |
| 3  | Constantinople | 1866      | Choléra. |
| 4  | Vienne         | 1874      | Choléra. |
| 5  | Washington     | 1881      | Première participation des États-Unis d'Amérique. Choléra, fièvre jaune.                                                                                                |
| 6  | Rome           | 1885      | Choléra. |
| 7  | Venise         | 1892      | Choléra, peste, fièvre jaune. |
| 8  | Dresde         | 1893      | Choléra. |
| 9  | Paris          | 1894      | Peste. |
| 10 | Venise         | 1897      | Peste. |
| 11 | Paris          | 1903      | Présidée par Camille Barrère. Peste, choléra, fièvre jaune, paludisme.                                                                                                  |
| –  | Rome           | 1907      | Adoption de l'Arrangement de Rome créant l'OIHP. |
| 12 | Paris          | 1911-1912 | Présidée par Camille Barrère. Peste, choléra, fièvre jaune. |
| 13 | Paris          | 1926      | Présidée par Camille Barrère ; adoption de la convention maritime sanitaire internationale. Peste, choléra, fièvre jaune.                                               |
| –  | La Haye        | 1936      | Bien qu'il n'y ait pas eu de Conférence Sanitaire à proprement parler, des États ont adopté en 1933 la Convention sanitaire internationale pour la navigation aérienne. |
| 14 | Paris          | 1938      | Peste, choléra, fièvre jaune, variole, typhus. |

## Les dix premières conférences (1851-1897)
En dépit du titre conférence internationale, il s'agit d'abord de problèmes européens, et les pays européens restent prédominants même avec la participation, après la conférence de Washington (1881) de pays supplémentaires comme les États-Unis, l'Égypte, l'Inde britannique ou le Japon, ainsi que le Liberia et sept républiques américaines.

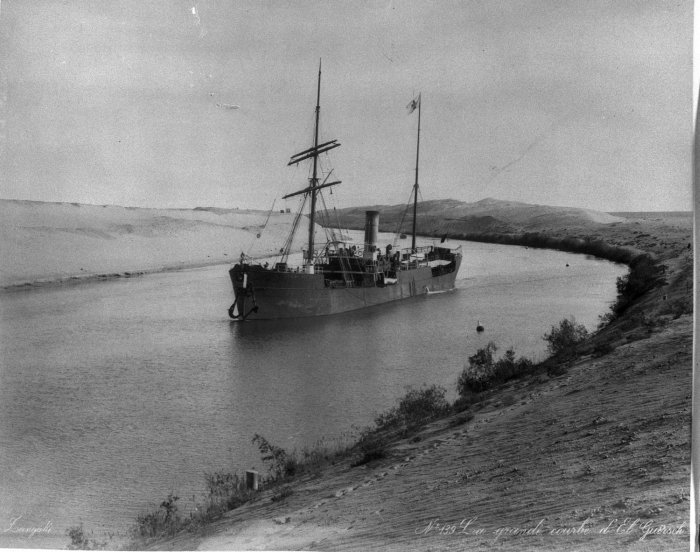
Navire à vapeur traversant le Canal de Suez, vers 1880.

Dans les années 1870, l'ouverture du Canal de Suez provoque une polémique franco-britannique. Le gouvernement français souhaite une politique stricte de quarantaine contre le choléra indien, alors que les britanniques veulent l'assouplir. Ces positions reflètent en fait les intérêts économiques et commerciaux des deux puissances, et leur rivalité d'influence dans la région.
Les conférences suivantes sont aussi « médico-politiques », les plus grands savants internationaux représentent leur propre pays. Par exemple, Robert Koch, Max von Pettenkofer et August Hirsch pour l'Allemagne ; Émile Roux, Léon Calmette et Adrian Proust pour la France ; William Gorgas pour les États-Unis ; Joseph Fayrer (en) pour l'Inde britannique.
Même après l'annonce par Koch de la découverte du bacille du choléra lors de la conférence de 1885, les participants ne parviennent pas à un accord international, au point que Koch n'est pas mentionné dans les comptes-rendus de la conférence. Dans les années 1890, la survenue de la 3e pandémie de peste coïncide avec la découverte de son agent causal et de son mode de transmission, ce qui entraine un retour des quarantaines.
Au tournant du XXe siècle, le résultat concret des dix premières conférence sanitaires est plutôt modeste. Mais cela s'inscrit dans un vaste mouvement international humanitaire (fondation de la Croix-Rouge) et scientifique (congrès internationaux de statistiques, de disciplines biomédicales, publications internationales avec abandon du latin comme langue savante, instauration du prix Nobel...), commun à bien d'autres domaines : Union monétaire latine (1865), Union postale universelle (1874), Bureau international des poids et mesures (1875), expositions universelles…
Ce nouvel esprit scientifique international est aussi traversé de rivalités nationalistes dans une période d'expansion coloniale. Plusieurs controverses médico-scientifiques se situent dans un cadre politique (France/Allemagne pour la tuberculose et le choléra, Angleterre et Inde/Italie pour le paludisme, États-Unis/Espagne pour la fièvre jaune).

## Avancées (1903-1938)
La survenue de la 3e pandémie de peste dans les années 1890, sa diffusion à plusieurs ports internationaux et sa réputation redoutable, accélèrent la conclusion d'accords internationaux, y compris avec les britanniques (partisans de la plus grande liberté de commerce) qui acceptent, à contrecœur, de les signer.

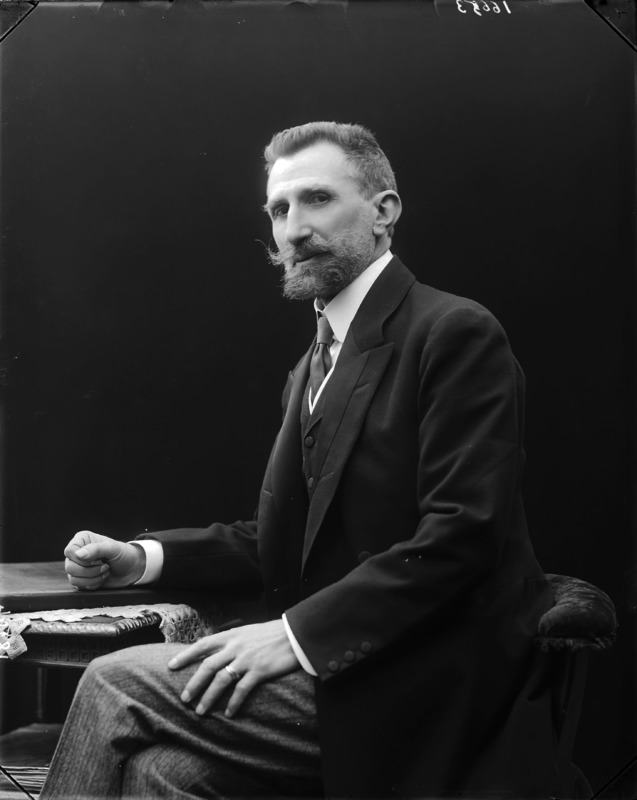
Camille Barrère, avant 1932. Du début à la fin (1908-1938), il impose le français comme seule langue de travail des institutions sanitaires internationales.

Les conférences internationales de Venise (1897) et surtout celle de Paris (1903) présidée par Camille Barrère, prennent en compte les derniers travaux scientifiques qui élucident les causes et les mécanismes de transmission de la peste, comme ceux de la fièvre jaune et du choléra.
En 1903, le principe d'un Office sanitaire international permanent est adopté, qui se concrétise en 1907 sous le nom d'Office international d'Hygiène publique établi à Paris en 1908. Cet office est chargé, entre autres, de mener à bien les mandats des différentes Conférences Sanitaires,,. Il réunit au départ douze pays (dont les États-Unis et le Brésil) puis vingt-deux deux ans plus tard (en 1910).
La 12e conférence sanitaire internationale (Paris, 1911-1912) réunit 41 pays, dont le Siam, la Chine et 16 républiques américaines (d'Amérique centrale et du sud). Une convention internationale de 160 articles est adoptée, remplaçant les conventions précédentes.
En 1919, la Société des Nations est fondée, et dès 1920 celle-ci crée une « organisation internationale permanente d'hygiène » à Genève en collaboration avec la précédente. Cette dualité est acceptée et reconnue par la 13e conférence internationale de Paris (1926) qui voit l'adoption d'une convention maritime internationale, signée par cinquante États, concernant trois maladies, puis cinq en 1938.
Cette 14e conférence (Paris, 1938) fut la dernière, elle ne dura que trois jours, mais ce fut un grand succès avec 50 états souverains représentés (moitié européens, moitié reste du monde) et la participation de grands savants internationaux.
En 1948, toujours à Genève, tous ces différents organismes sont refondus en une Organisation mondiale de la santé (55 pays au départ), tenant régulièrement des assemblées générales des États membres, et élaborant un règlement sanitaire international périodiquement révisé,. L'OMS est ainsi l'héritière spirituelle d'un petit groupe de pionniers réunis à Paris, le 23 juillet 1851 à l'invitation de la France.